# 정선고등학교
정선고등학교(旌善高等學校)는 대한민국 강원특별자치도 정선군 정선읍 봉양리에 있는 공립 고등학교이다.

## 학교 연혁
- 1951년 8월 31일 : 정선 농업고등학교 설립인가
- 1953년 3월 17일 : 정선농업고등학교 제1회 졸업(22명)
- 1974년 1월 5일 : 정선여자고등학교 보통과 6학급 설립인가
- 1996년 3월 1일 : 정선고등학교로 교명변경
- 2025년 1월 3일 : 제73회 졸업식(70명 졸업, 졸업생 총누계 7,871명)
- 2025년 3월 1일 : 제33대 박덕규 교장 부임
- 2025년 3월 4일 : 제75회 신입생 106명 입학

## 참고 자료
- 정선고등학교 - 한국교육학술정보원 학교알리미